# Chrysoctenis ramosaria
Chrysoctenis ramosaria är en fjärilsart som beskrevs av De Villers 1789. Chrysoctenis ramosaria ingår i släktet Chrysoctenis och familjen mätare. Inga underarter finns listade i Catalogue of Life.